# Leval, Nord

Leval este o comună în departamentul Nord, Franța. În 1 ianuarie 2022 avea o populație de 2.483 de locuitori.